# Агвадиља (Порторико)
Агвадиља (шп. Aguadilla) је општина у америчкој острвској територији Порторико, острвској држави Кариба.

## Демографија
По попису из 2010. године број становника је 60.949, што је 3.736 (-5,8%) становника мање него 2000. године.
| Група             | 2000.          | 2010.          |
| Белци             | 970 (1,5%)     | 702 (1,2%)     |
| Афроамериканци    | 3.202 (5,0%)   | 4.515 (7,4%)   |
| Азијати           | 149 (0,2%)     | 99 (0,2%)      |
| Хиспаноамериканци | 63.469 (98,1%) | 60.046 (98,5%) |
| Укупно            | 64.685         | 60.949         |